# Cizre Belediye Spor Kulübü
Il Cizre Belediye Spor Kulübü è una società pallavolistica turca, con sede a Cizre: milita nel campionato turco di Efeler Ligi.

## Storia
Il Cizre Belediye Spor Kulübü viene fondato nel 2013. Partendo dalle categorie regionali del campionato turco, raggiunge la Voleybol 1. Ligi nel 2019: resta nella serie cadetta per un biennio, ottenendo la promozione in Efeler Ligi nel 2021; debutta nella massima divisione nell'annata 2021-22, mentre nell'annata seguente conquista la BVA Cup.

## Rosa 2022-2023
| N° | Nome                | Ruolo | Data di nascita  | Nazionalità sportiva |
| -- | ------------------- | ----- | ---------------- | -------------------- |
| 1  | Andaç Kapan         | O     | 4 aprile 1990    | Turchia              |
| 3  | Muhammed Ertuğrul   | C     | 12 agosto 1989   | Turchia              |
| 5  | Osmany Uriarte      | S     | 4 giugno 1995    | Cuba                 |
| 6  | Kemal Kayhan        | C     | 2 gennaio 1983   | Turchia              |
| 7  | Murat Karakaya      | S     | 27 giugno 1987   | Turchia              |
| 9  | Burak Hascan        | C     | 11 giugno 1977   | Turchia              |
| 9  | Burak Kamçı         | C     | 17 marzo 1997    | Turchia              |
| 10 | Caner Çiçekoğlu     | P     | 11 maggio 1985   | Turchia              |
| 11 | Julien Winkelmuller | O     | 31 luglio 1994   | Francia              |
| 13 | Semih Çelik         | L     | 29 novembre 1988 | Turchia              |
| 14 | Taha Erden          | S     | 13 gennaio 2002  | Turchia              |
| 16 | Çağatay Durmuş      | L     | 5 aprile 1994    | Turchia              |
| 21 | Svetoslav Ivanov    | S     | 10 luglio 2000   | Bulgaria             |
| 27 | Hilmi Şahin         | P     | 1º gennaio 2003  | Turchia              |
| 73 | Ömer Dur            | C     | 17 agosto 1994   | Turchia              |

## Palmarès
- BVA Cup: 1

2022